# Josef von Smola (Offizier, 1805)

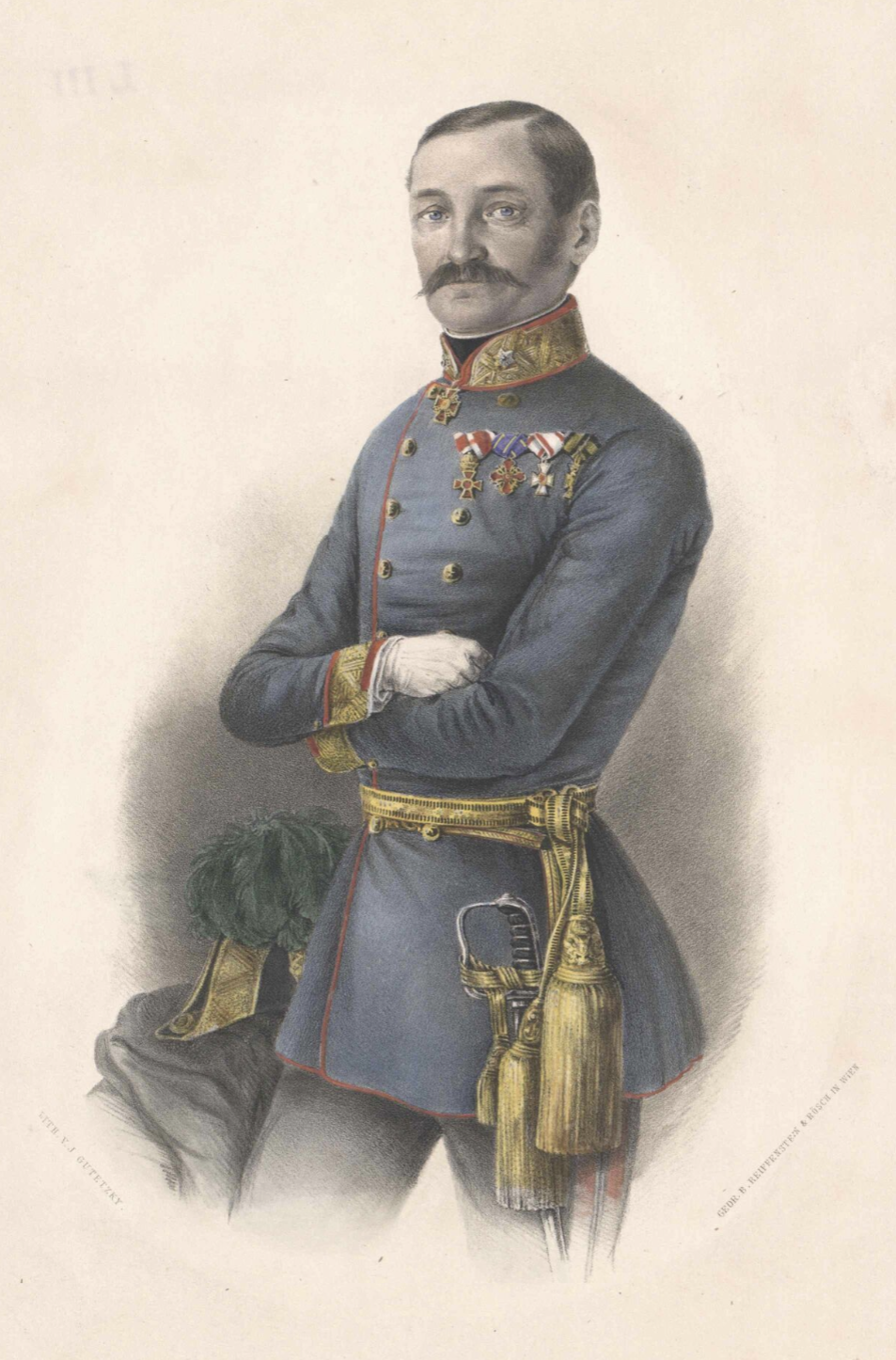
Josef von Smola (J. V. Gutetzky, c. 1850)

Josef Freiherr von Smola (* 16. November 1805 in Wien; † 29. Juni 1856 in Lyon, Frankreich) war ein österreichischer Offizier.

## Leben
Josef von Smola, dessen Vater Josef von Smola ebenfalls Offizier war, wurde zunächst in der Theresianischen Ritterakademie in Wien ausgebildet und trat 1820 in das Bombardierkorps ein. Daneben studierte er Chemie und Physik an der Wiener Universität und am Polytechnischen Institut, ebenfalls in Wien. Der im Jahr 1824 zum Leutnant beförderte Smola wurde 1826 Lehrer an der Artillerieschule, 1831 Batteriekommandant und 1832 als Nachfolger seines Bruders Karl von Smola Adjutant von Theodor Baillet von Latour in Frankfurt. Anschließend war er bei einem Schießversuchskommando an der Adria. Im Jahr 1840 wurde er zum Hauptmann befördert und Kompaniekommandant im Bombardierkorps.
Im Jahr 1848 wurde der zum Major beförderte Smola von Latour ins Präsidialbüro des k.u.k. Kriegsministeriums geholt. Er war einer von jenen, die versuchten, das Leben des am 6. Oktober 1848 ermordeten k.u.k. Kriegsministers Latour zu retten. 
Unter Feldmarschall Alfred Fürst zu Windisch-Graetz nahm er am Feldzug gegen die Ungarn teil. Später war er Leiter der Detail-Kanzlei unter Feldzeugmeister Haynau. 1849 wurde er zum Oberst befördert und der Generalartilleriedirektion zugeteilt und Kommandant des Zeugsverwaltungsdistrikt in Wien, wo er Feldzeugmeister Augustin bei der Vereinigung der Wiener Artillerieanstalten im neu gebauten Arsenal unterstützte. Im Jahr 1851 war er Artilleriedirektor in Prag und 1852 in Wien und danach in Galizien. In der Zwischenzeit wurde er zum Generalmajor befördert und wurde Inhaber des Feldartillerieregiments 8. Ab 1855 war er Präsident des Artilleriekomitees.
Er starb auf einer Studienreise durch Belgien, England und Frankreich in Lyon.